# Моріцбург (Саксонія)
Моріцбург(нім. Moritzburg, до 1900 року Айзенберг, 1900-1934 — Айзенберг-Моріцбург) — громада в окрузі Майсен в німецькій землі Саксонії, розміщена між колишньою столицею Саксонії, Майсеном та теперішньою столицею, Дрезденом. Входить до складу району Майсен. Моріцбург відомий своїм бароковим замком.
Площа — 46,37 км2. Населення становить 8363 ос. (станом на 31 грудня 2020).

## Історія
Перша згадка про населений пункт Айзенберг датується 1295 роком. У період з 1542 до 1546 року герцог Саксонії Моріц збудував в Айзенберзі мисливський замок. На сторіччя пізніше (1661-1671) архітектором Вольфом Каспаром фон Кленгельсом до замку було добудовано каплицю в стилі раннього бароко. В 1675 році село стало ринком. В 1723 курфюрст Саксонії Август II (Сильний) почав перебудову замку, яка тривала 13 років. В результаті перебудову, якою керували архітектори Матеус Пьопельман та Лонгелун замок набув свого сучасного барокового вигляду. Зокрема було закладено парк у французькому стилі. В 1727 році було закладено алею, що починалася від замку в бік Дрездена, а в 1769 почалося будівництво т. зв. маленького фазанового замку (завершено в 1776 році). Внаслідок розвитку конярства в 1828 році в Айзенберзі збудували королівські стайні.
В 1884 було побудовано вузькоколійну дорогу Радебойль-Радебург, яка з'єднала Моріцбург з окружним центром Радебойлем та з Радебургом. В 1934 році місто отримало свою теперішню назву — Моріцбург.
На сьогонішній день в замку Моріцбурга функціонує музей (засновано в період між 1946 та 1949 роками). Експозиція музею здебільшого складається з колекцій китайської, японської та майсенської порцеляни, срібного посуду та меблів часів Августа II та мисливських трофеїв. Зокрема, колекція рогів рудого оленя вважається найбільшою у світі. Каплицю замку було відреставровано в період 1985-1989 років.
Узимку 1972-73 років замок зіграв роль королівського у фільмі "Три горішки для Попелюшки", а у 2004 у ньому знімали комедію Eine Prinzessin zum Verlieben.

## Галерея

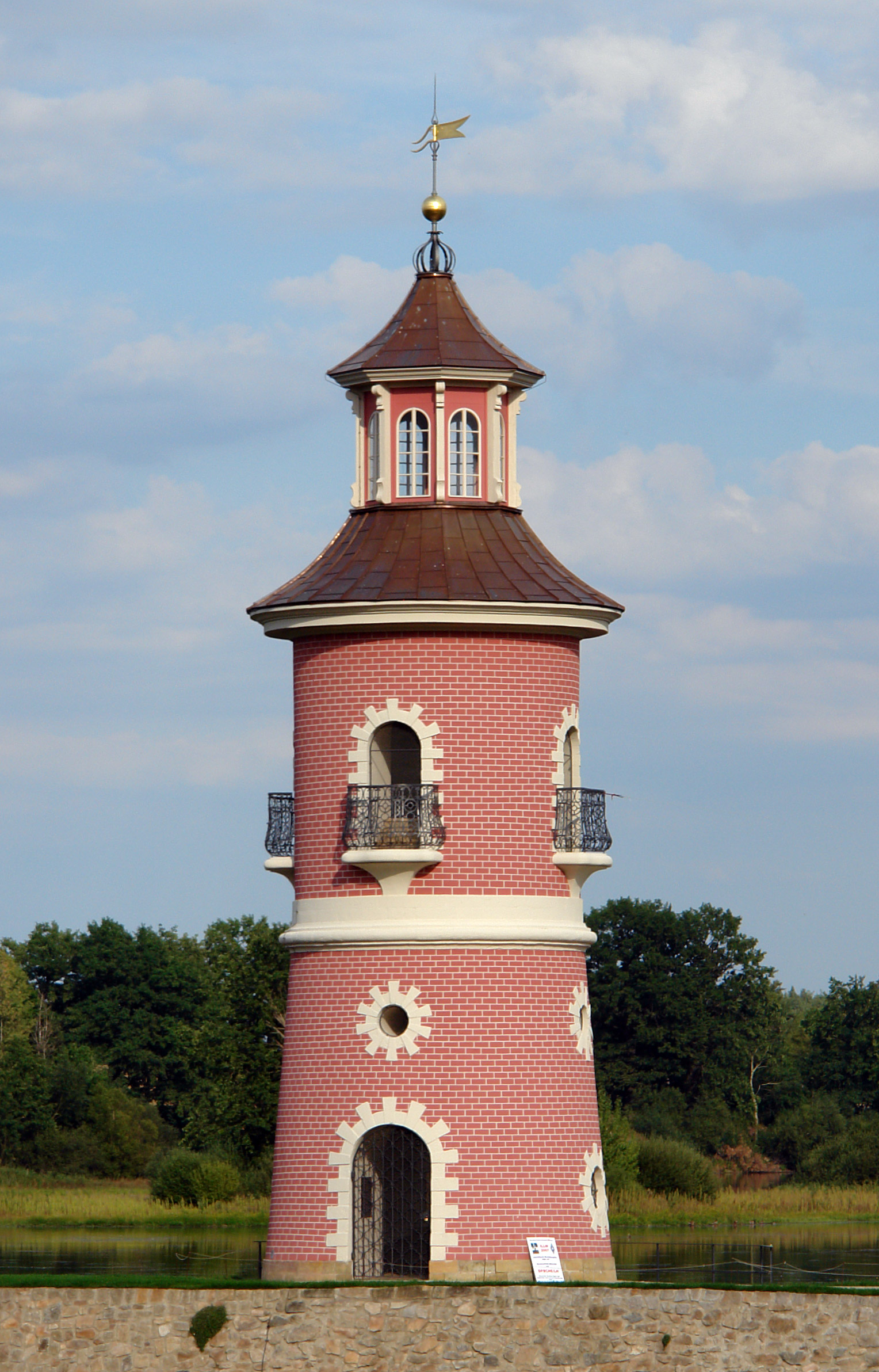
Маяк XVIII ст.
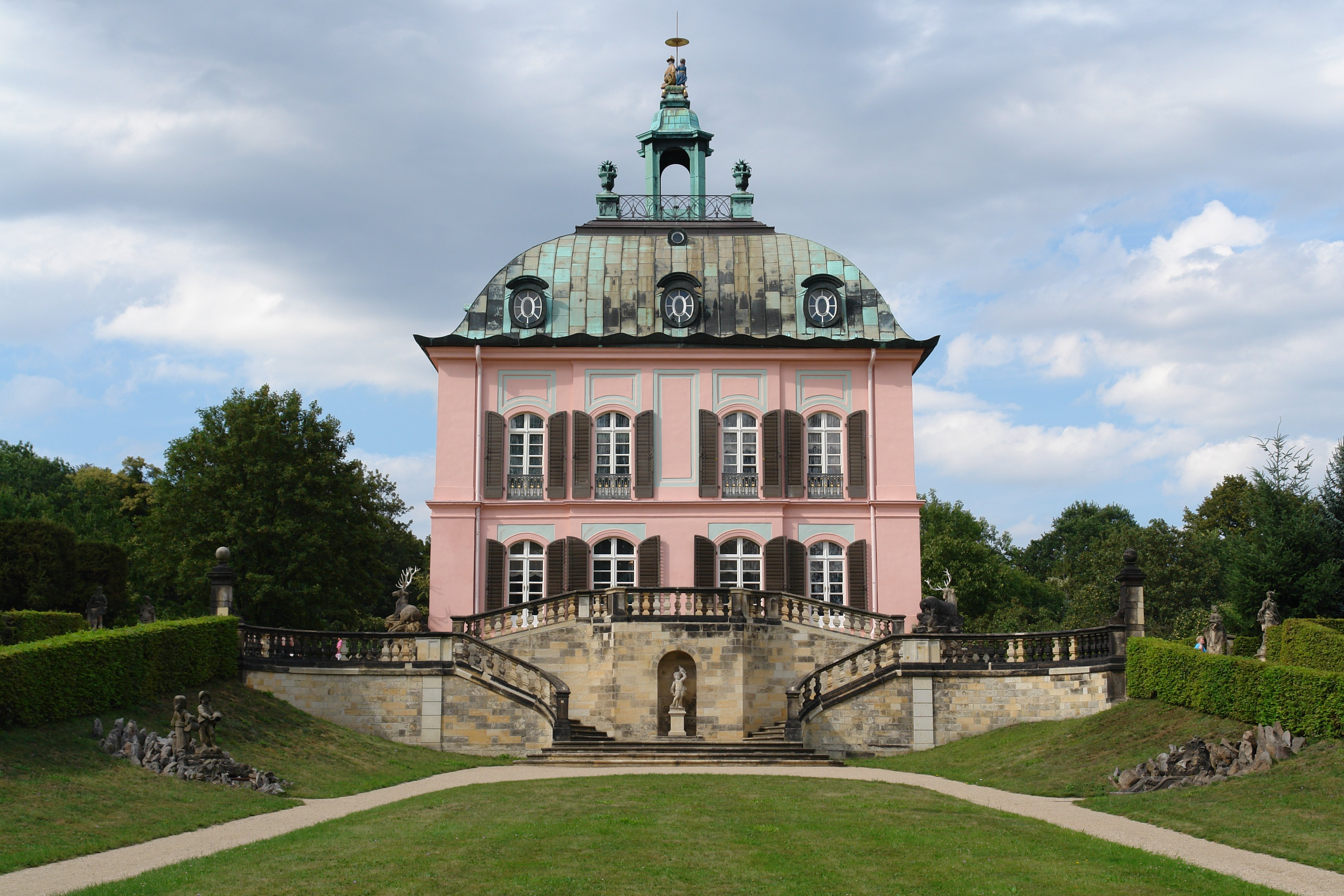
Фазановий замок
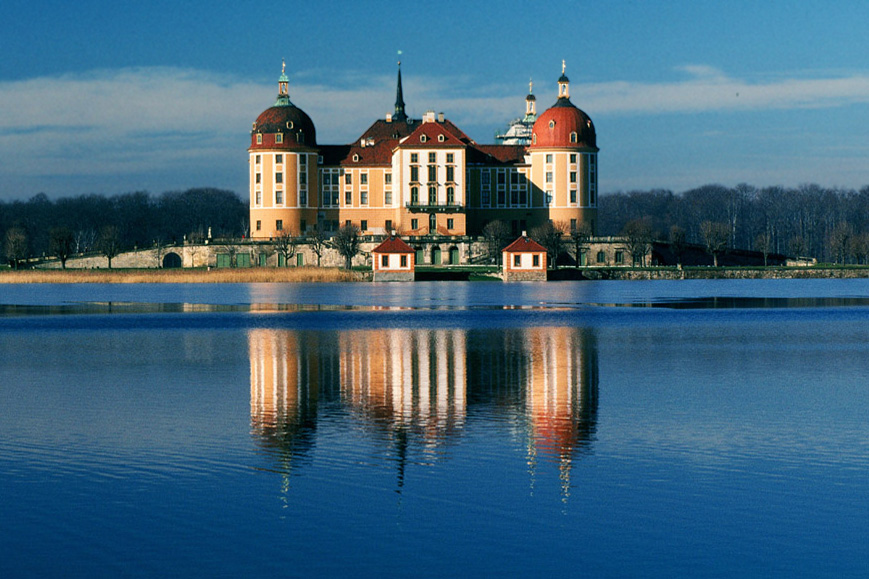
Моріцбурзький замок - вигляд зі сходу
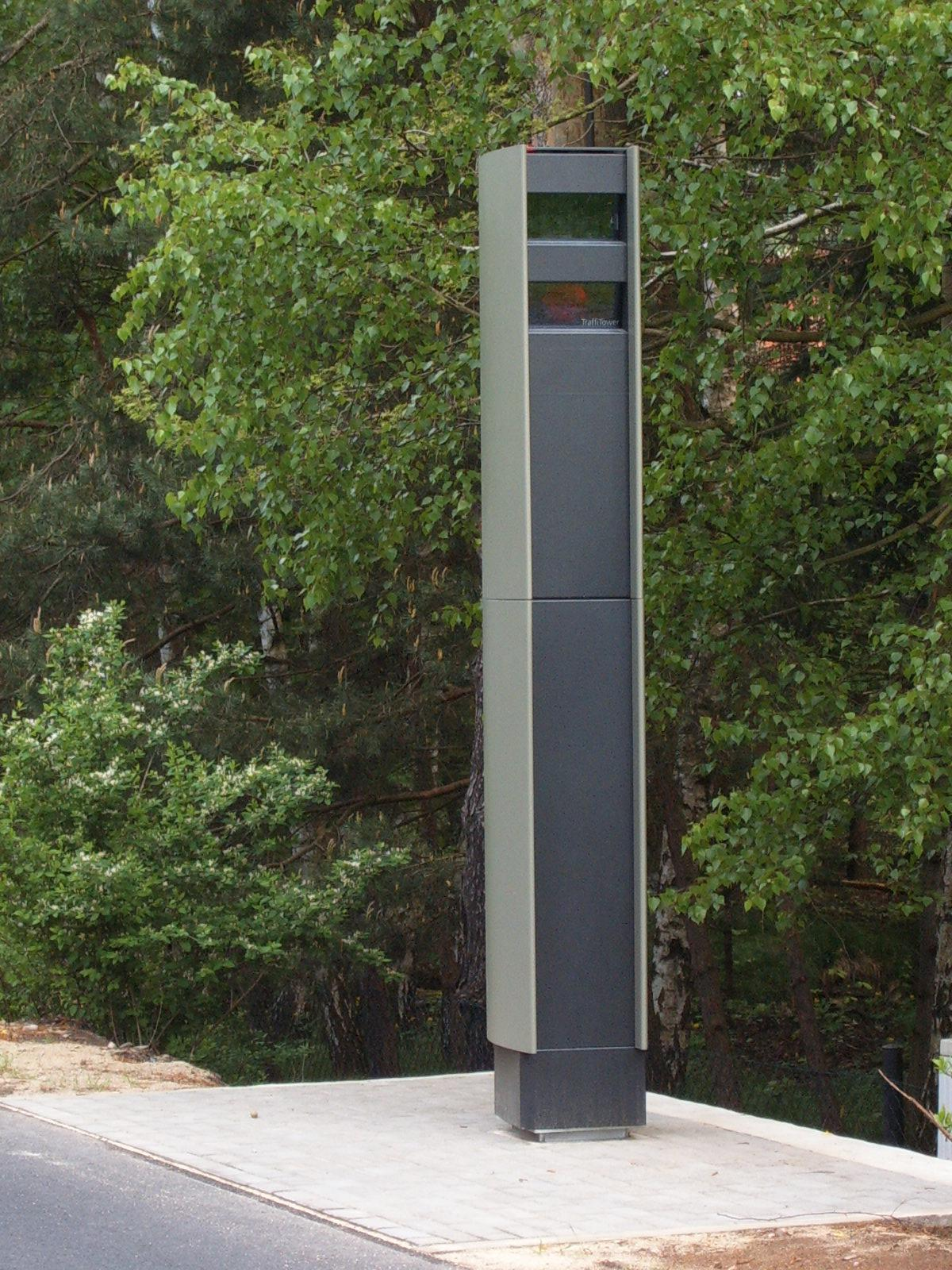
Інше мистецтво
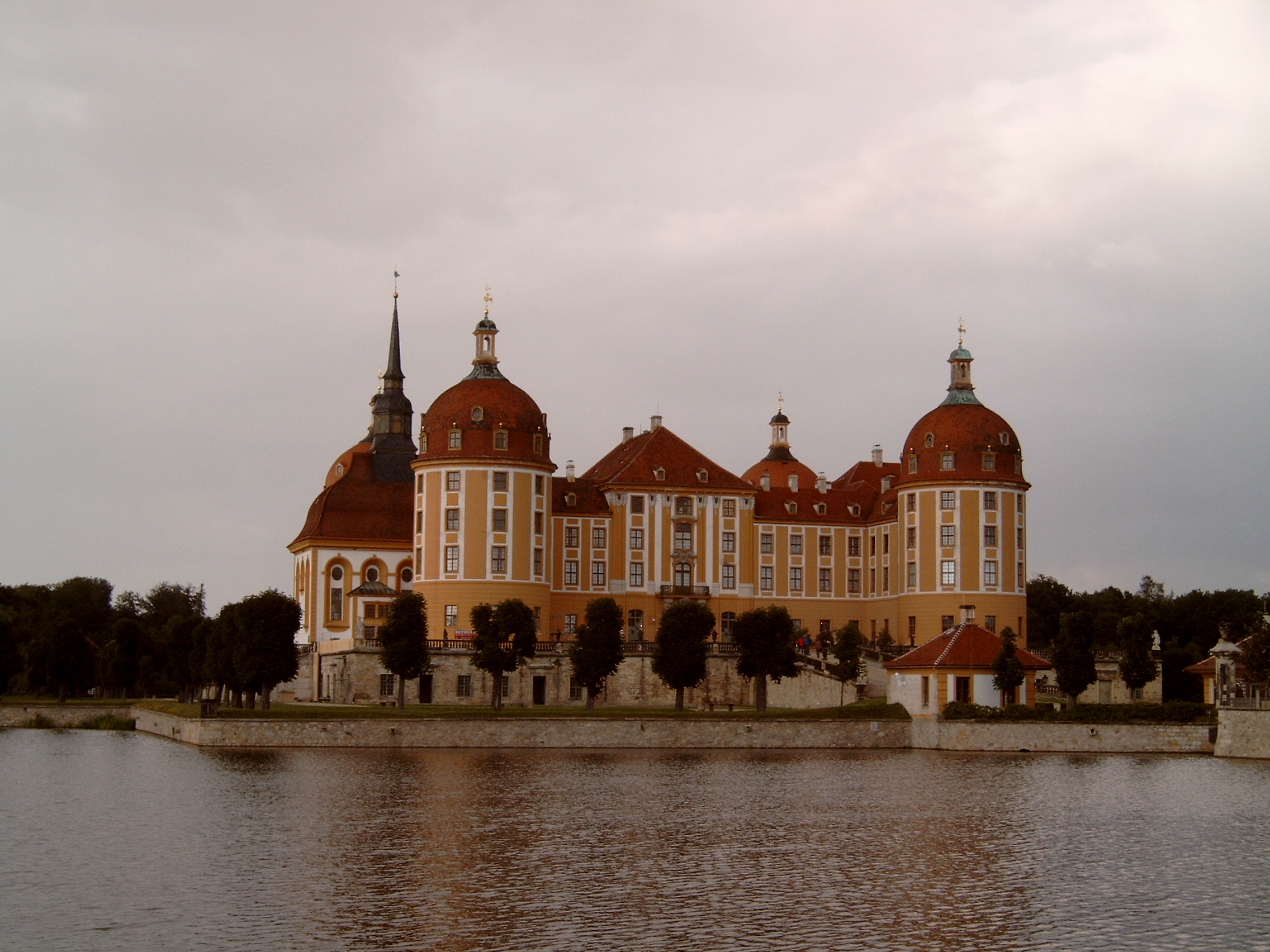
Моріцбурзький замок